# Aeroportul Yengema
Aeroportul Yengema (IATA: WYE, ICAO: GFYE) este un aeroport din Provincia Eastern, Sierra Leone, Sierra Leone ce deservește zona Yengema⁠(d). A fost numit după zona deservită.
Situat la o altitudine de 396 m, aeroportul dispune de 1 pistă.

## Infrastructură

### Piste
Aeroportul dispune de o singură pistă. Pista are orientarea 15/33. 